# Jeux méditerranéens de 1951
Navigation
Barcelone 1955
Les 1ers Jeux méditerranéens ont lieu du 5 au 22 octobre 1951 à Alexandrie en Égypte. La cité égyptienne a été choisie pour accueillir cette première édition car l'idée des Jeux est due à Muhammad Tahir Pacha, personnalité sportive égyptienne.
Le gymnaste français Raymond Dot a remporté le plus grand nombre de médailles (7 médailles d'or, dont 1 par équipe, et 1 de bronze), alors que ses compatriotes Patrick El Mabrouk (800 m, 1 500 m et 4 × 400 m) et Alain Mimoun (5 000 m et 10 000 m) se sont illustrés  en athlétisme.

## Participation
La première édition des Jeux méditerranéens a enregistré la participation de 10 pays et des compétitions dans 13 disciplines sportives.

Seul Malte n'a remporté aucune médaille parmi les pays participants.

## Discipline
- Athlétisme
- Aviron
- Basket-ball
- Boxe
- Escrime
- Football
- Gymnastique artistique
- Haltérophilie
- Lutte
- Natation
- Tir
- Volley-ball masculin
- Water-polo

## Tableau des médailles
| Rang | Délégations | Médaille d'or | Médaille d'argent | Médaille de bronze | Total |
| 1er  | Italie      | 27            | 22                | 12                 | 61    |
| 2e   | France      | 26            | 13                | 5                  | 44    |
| 3e   | Égypte      | 20            | 26                | 19                 | 65    |
| 4e   | Turquie     | 10            | 3                 | 7                  | 20    |
| 5e   | Grèce       | 4             | 9                 | 8                  | 21    |
| 6e   | Yougoslavie | 3             | 5                 | 7                  | 15    |
| 7e   | Espagne     | 2             | 4                 | 4                  | 10    |
| 8e   | Liban       | 0             | 5                 | 14                 | 19    |
| 9e   | Syrie       | 0             | 3                 | 10                 | 13    |